# Světový den spánku

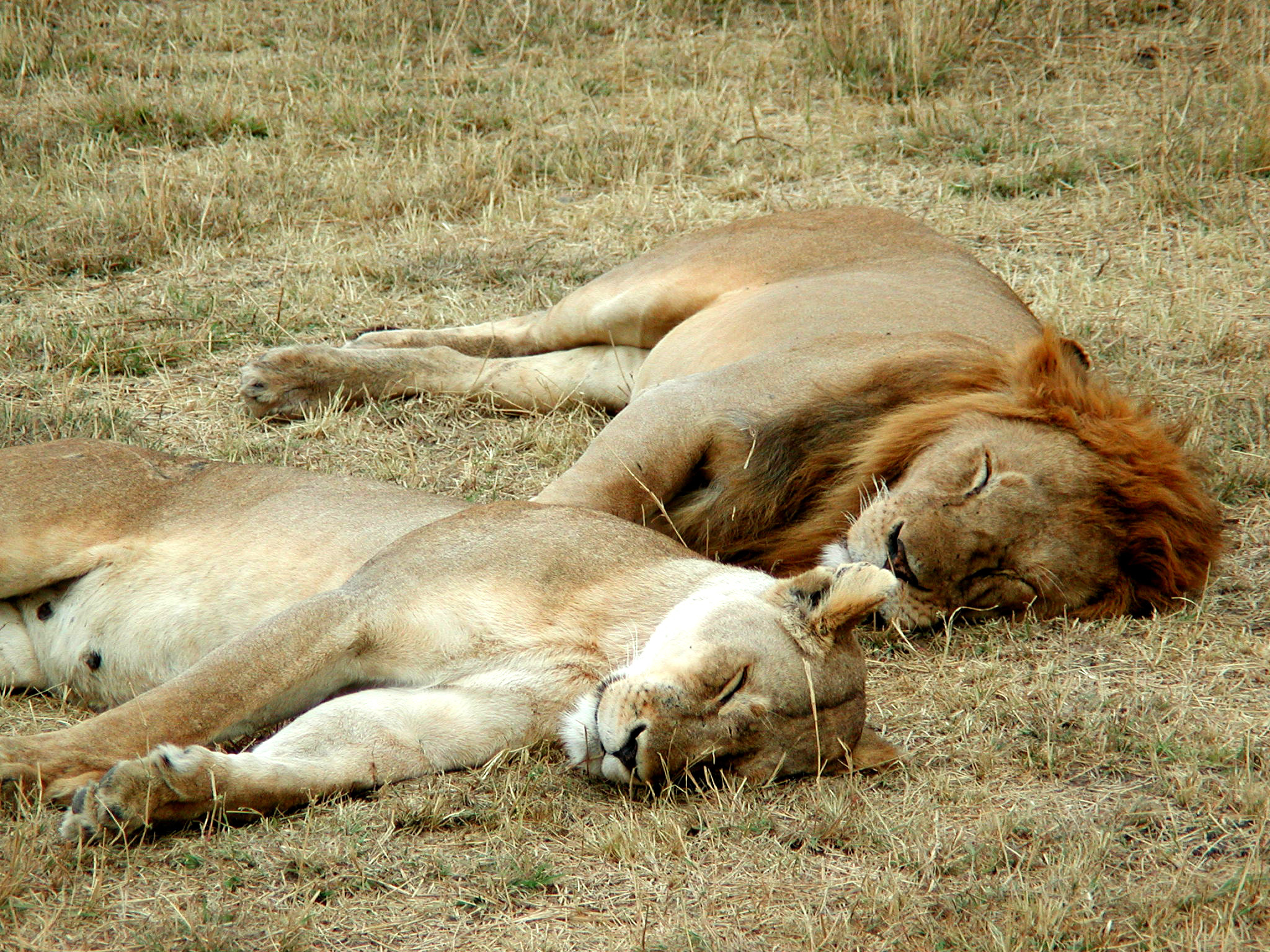
Spící lev a lvice v Národním parku Serengeti (Tanzanie)

Světový den spánku je každoroční událost organizovaná od roku 2008 Výborem Světového dne spánku (World Sleep Day Committee). Jeho cílem je oslavit přínosy kvalitního a zdravého spánku, upozornit veřejnost na břemeno problémů souvisejících se spánkem a na jejich zdravotní, vzdělávací a společenské aspekty a podpořit tak prevenci a léčbu poruch spánku.
Tímto dnem Světová spánková společnost zvyšuje povědomí o poruchách spánku, lepší pochopení a prevenci těchto poruch a usiluje o snížení dopadu problémů se spánkem na společnost. Problémy se spánkem ohrožují zdraví nebo kvalitu života až 45% světové populace.

## Historická fakta
Světový den spánku 17. března 2017 se na Twitteru objevil v sekci trendujících témat. Indický herec Amitabh Bachchan, kterého na Twitteru sleduje 36,5 milionů lidí, ve svém příspěvku napsal, že „zítra 17. března je Světový den spánku... ať už to znamená cokoli!!“
Příspěvky ke Světovému dni spánku následně přidávaly tisíce lidí z celého světa. Velkého prostoru se tomuto dni dostalo také v jiných sociálních médiích.

## Každoroční oslava
Světový den spánku je pořádán každý rok v pátek před březnovou rovnodenností. První Světový den spánku připadal na 14. března 2008. Po celém světě i online se konají různé akce, např. diskuze, prezentace vzdělávacích materiálů a výstavy. Od roku 2012 se zapojuje i Česká republika v podobě setkání a konferencí.
| Rok  | Datum      | Slogan (v angličtině)                                       |
| ---- | ---------- | ----------------------------------------------------------- |
| 2008 | 14. březen | 'Sleep well, live fully awake'                              |
| 2009 | 20. březen | 'Drive alert, arrive safe'                                  |
| 2010 | 19. březen | 'Sleep Well, Stay Healthy'                                  |
| 2011 | 18. březen | 'Sleep Well, Grow Healthy                                   |
| 2012 | 16. březen | 'Breathe Easily, Sleep Well'                                |
| 2013 | 15. březen | 'Good Sleep, Healthy Aging'                                 |
| 2014 | 14. březen | 'Restful Sleep, Easy Breathing, Healthy Body'               |
| 2015 | 13. březen | 'When sleep is sound, health and happiness abound'          |
| 2016 | 18. březen | 'Good Sleep is a Reachable Dream'                           |
| 2017 | 17. březen | 'Sleep Soundly, Nurture Life'                               |
| 2018 | 16. březen | 'Join the Sleep World, Preserve Your Rhythms to Enjoy Life' |
| 2019 | 15. březen | 'Healthy sleep, healthy aging'                              |
| 2020 | 13. březen | 'Better Sleep, Better Life, Better Planet'                  |

## Spánkové poruchy
Poruchy spánku mají na svědomí zásadní dopady na jednotlivce i společnost a v rámci veřejného zdravotnictví jsou velkým problémem. Hovoří se o světové epidemii spánkových poruch.
U obstrukční spánkové apnoe dochází například k narušení přísunu kyslíku, což představuje velký nápor na srdce. Přerušený spánek může mít přímo i nepřímo špatný vliv na rodinný život i vztahy, protože ovlivňuje náladu postižených lidí. Známé spánkové poruchy jsou:
- Obstrukční spánková apnoe (OSA)
- Syndrom neklidných nohou
- Insomnie
- Hypersomnie
- Narkolapsie
- Noční děs
- Noční můra
- Spánková deprivace
- Mluvení ze spánku
- Spánková paralýza
- Náměsíčnost